# Elizabeth Montagu
Elizabeth Montagu (* 2. Oktober 1718 in Yorkshire; † 25. August 1800 in London) war eine englische Salondame, Schriftstellerin und Mäzenin, die die „Blaustrumpf“-Bewegung im England des 18. Jahrhunderts mitbegründete (Blue Stockings Society).

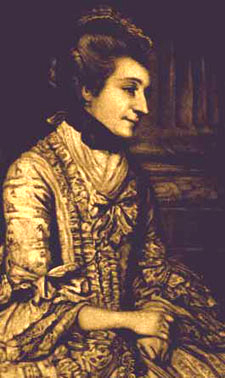
Elizabeth Montagu

## Leben
Elizabeth Montague war Älteste von drei Töchtern (außerdem hatte sie einen Bruder Matthew Robinson) von Matthew Robinson und Elizabeth Drake Robinson. Ihr Großvater war der Cambridger Gelehrte Dr. Conyers Middleton, bei dem sie mit ihren Schwestern in ihrer Jugend viel Zeit verbrachte und Unterricht in Sprachen (Latein, Italienisch, Französisch) und Literatur erhielt. Ihre Schwester Sarah Scott wurde ebenfalls später Schriftstellerin. Elizabeth Montague hatte früh über ihre enge Freundin Lady Margaret Harley, bei der sie häufig in London wohnte, Zugang zu literarischen Kreisen, z. B. Edward Young. 1742 heiratete sie den sehr wohlhabenden, 28 Jahre älteren Edward Montagu (1692–1775), der ausgedehnten Grundbesitz in Northumberland (mit einem Familiensitz in Newcastle upon Tyne) und mehrere Kohlebergwerke besaß. Mit ihm hatte sie einen Sohn, der aber schon 1744 starb.
Elizabeth Montagu eröffnete in London um 1750 einen eigenen literarischen Salon, der um 1770 zu den führenden derartigen Treffpunkten in London zählte und den Begriff „Blue Stocking“ für intellektuelle Frauen in England etablierte. Dort traf man u. a. George Lyttleton, Samuel Johnson, Joshua Reynolds, Edmund Burke, David Garrick, Horace Walpole. Hinzu kamen eine Reihe Autorinnen, die sie patronierte, wie Elizabeth Carter, Frances Burney, Sarah Fielding, Hannah More, und zum Beispiel Samuel Johnsons Freundin Hester Thrale.
Zu den eigenen Werken von Montagu zählte die Satire Dialogues of the Dead (1760, anonym) und An Essay on the Writings and Genius of Shakespear (1769, anfangs ebenfalls anonym, 1777 unter ihrem Namen), der sie als Shakespeare-Bewunderin zeigt. Montagu war auch eine gute Geschäftsfrau und vermehrte noch das Vermögen ihres Mannes. Sie baute in London „Montagu House“ am Portman Square und ein „Montagu House“ in Sandleford bei Newbury, dessen Garten sie von Capability Brown entwerfen ließ. Sie starb in ihrem Londoner Haus und hinterließ ihr Vermögen dem Sohn Matthew Robinson ihres verstorbenen Bruders, den sie adoptiert hatte.